# دائرة بوحاتم
دائرة بوحاتم هي إحدى دوائر ولاية ميلة الجزائرية.

## الموقع
تقع دائرة بوحاتم في جنوب غرب ولاية ميلة , يحدها
شرقا بلدية أحمد راشدي وبلدية عين الملوك وغربا
بلدية جميلة والبلاعة (ولاية سطيف) ويحدها من الجنوب بلدية بن يحيى عبد الرحمان ومـــن الشمال بلدية يحيى بن قشة وفرجيوة، وتبعد دائرة بوحاتم عن مقر الولاية بـ54 كلم تعتبر دائرة فلاحية بالدرجة الأولى أنشأت بموجب التقسيم الإداري لسنة1991.
تحتل نسبة 6,45% من مجموع مساحة الولاية أي ما
يعادل : 224,8 كلم تحتوي على بلديتين.

## بلدية بوحاتم
- المساحة: 106,90 كلم2 منها 63 هكتار مساحة غابية و 7 717 هكتار زراعية.
- السكان: 20400 نسمة، نسبة الكثافة سكانية قدرها : 220,42 ن/كلم2.
- شبكة الطرق: الطرق الوطنية : 18,360 كلم، الطرق الولائية 10,960 كلم، الطرق البلدية 62,00 كلم معبدة، 19,70 غير معبدة.

## بلدية دراحي بوصلاح
- المساحة: 117,90 كلم2، منها 1208 هكتار غابية و9562 هـكتار زراعية.
- السكان: 10607 : نسمة، نسبة كثافة قدرها 90 ن/ كلم.2
- شبكة الطرق:الطرق الوطنية : 09,07 كلم، أما الطرق الولائية 3 كلم، الطرق البلدية: 71,400 كلم معبدة،6,900 كلم غير معبدة.

## المناخ
تمتاز الدائرة بمناخ حار وجاف صيفا، بارد وممطر
شتاءا.